# Бейкер (Монтана)
Бейкер (англ. Baker) — город и окружной центр, расположенный в округе Фаллон (штат Монтана, США) с населением в 1 741 человек по статистическим данным переписи 2010 года.

## Название
Город был назван в честь А.Бейкера, инженера Milwaukee Road.

## История
Бейкер строился вдоль трансконтинентальной Милуокской железной дороги рядом с тем местом, где была построена железная дорога и с озером, которое снабжало водой паровозы. Город был известен как Лоррейн в некоторое время. Успешная кампания Milwaukee Land Company по привлечению населения по привлечению переселенцев позволила городу расти. Дополнительный рост населения произошёл после того, как в 1912 году около Бейкер открылись месторождения нефти и природного газа.

## География и климат
В городе Бейкер умеренно-холодный климат. По классификации Кёппена — переходный от влажного континентального (индекс Dfb) к холодному степному (семиаридному климату умеренных широт, индекс BSk) климату.
| Показатель                    | Янв.  | Фев. | Март | Апр. | Май  | Июнь | Июль | Авг. | Сен. | Окт. | Нояб. | Дек.  | Год  |
| ----------------------------- | ----- | ---- | ---- | ---- | ---- | ---- | ---- | ---- | ---- | ---- | ----- | ----- | ---- |
| Средний суточный максимум, °C | −3,2  | 0,2  | 5,5  | 13,3 | 19,7 | 25,1 | 29,9 | 29,3 | 22,3 | 15,6 | 5,4   | −1    | 13,9 |
| Средняя температура, °C       | −9,9  | −6,4 | −1,3 | 5,8  | 12,0 | 17,2 | 21,2 | 20,0 | 13,6 | 7,2  | −1,4  | −7,7  | 5,9  |
| Средний суточный минимум, °C  | −16,5 | −13  | −8,1 | −1,6 | 4,3  | 9,4  | 12,5 | 10,8 | 4,9  | −1,1 | −8,2  | −14,3 | −1,7 |
| Норма осадков, мм             | 19    | 13   | 19   | 28   | 46   | 59   | 34   | 31   | 30   | 19   | 20    | 20    | 338  |
| Источник: Климат Бейкера      |       |      |      |      |      |      |      |      |      |      |       |       |      |

## Демография

### Перепись 2016 года
В 2016 году население Бейкера повысилось до 1990 человек. Произошло это из-за того, что Бейкер подпитывается нефтяной промышленностью.

## Уроженцы
- Джек Вестроуп — жокей Американского Зала Славы.
- Шэнн Шиллингер — бывший сэйфти и футболист клуба Atlanta Falcons.